# Pseudovanilla ternatensis
Pseudovanilla ternatensis är en orkidéart som först beskrevs av Johannes Jacobus Smith, och fick sitt nu gällande namn av Leslie Andrew Garay. Pseudovanilla ternatensis ingår i släktet Pseudovanilla och familjen orkidéer. Inga underarter finns listade i Catalogue of Life.